# Paragaleodes
Paragaleodes es un género de arácnido  del orden Solifugae de la familia Galeodidae.

## Especies
Las especies de este género son:
- Paragaleodes erlangeri Kraepelin, 1903
- Paragaleodes judaicus Kraepelin, 1899
- Paragaleodes melanopygus Birula, 1905
- Paragaleodes nesterovi Birula, 1916
- Paragaleodes occidentalis (Simon, 1885)
- Paragaleodes pallidus (Birula, 1890)
- Paragaleodes scalaris (C. L. Koch, 1842)
- Paragaleodes sericeus Kraepelin, 1899
- Paragaleodes spinifer Birula, 1938
- Paragaleodes tunetanus Kraepelin, 1899
- Paragaleodes unicolor (Birula 1905)
- Paragaleodes fulvipes